# 维斯鲍姆
维斯鲍姆是德国莱茵兰-普法尔茨州的一个市镇。总面积15.18平方公里，总人口621人，其中男性316人，女性305人（2011年12月31日），人口密度41人/平方公里。